# Copa Árabe da FIFA de 2021
A Copa Árabe da FIFA de 2021 (em árabe: كأس العرب 2021; romanizado: Kaʾs al-ʿārab 2021) foi a 10ª edição deste torneio realizado desde 1963. Esta foi a primeira edição realizada sob jurisdição da FIFA. Foi disputado entre os dias 30 de novembro e 18 de dezembro no Catar, como um prelúdio e evento-teste para a Copa do Mundo FIFA de 2022, que também foi realizada no Catar.
A fase do torneio envolveu 16 equipes, das quais sete passaram pela fase de qualificação; todas as 23 equipes concorrentes estavam sob os auspícios da Confederação Asiática de Futebol (AFC) ou da Confederação Africana de Futebol (CAF). Das 16 equipes, oito também haviam se apresentado na temporada de 2012; nenhum time estreou na Copa Árabe. As 32 partidas finais foram disputadas em seis locais, que também serão usados para a Copa do Mundo FIFA de 2022. O Catar, nação anfitriã, venceu o Egito na disputa pelo terceiro lugar. Na final, a Argélia jogou contra a Tunísia em 18 de dezembro no Estádio Al Bayt em Al Khor. A Argélia venceu a partida por 2 a 0 após a prorrogação e conquistou sua primeira Copa Árabe.
O argelino Yacine Brahimi foi eleito o melhor jogador do torneio, conquistando o Golden Ball. Seifeddine Jaziri [en], da Tunísia, conquistou a Chuteira de Ouro ao marcar o maior número de gols durante o torneio, com quatro. O argelino Raïs M'Bolhi conquistou a Luva de Ouro, concedida ao goleiro com mais jogos sem sofrer golos. Estima-se que mais de 500.000 pessoas assistiram aos jogos durante o torneio. A tecnologia de impedimento semiautomático foi testada pela primeira vez neste torneio.

## Sorteio
O sorteio da fase de grupos ocorreu em 27 de abril de 2021 às 21 horas AST no Katara Opera House em Doha. Foi conduzido por Manolo Zubiria, diretor de competições da FIFA, e quatro ex-jogadores: Wael Gomaa (Egito), Nawaf Al-Temyat (Arábia Saudita), Haitham Mustafa (Sudão) e Younis Mahmoud (Iraque).

### Método
As dezesseis equipes foram divididas em quatro grupos de quatro equipes. O sorteio começou com o pote 1 e terminou com o pote 4, de onde uma equipe foi sorteada e designada para o primeiro grupo disponível na posição de seu pote (ou seja, posição 1 para o pote 1).
O anfitrião Catar foi automaticamente classificado no pote 1 e atribuído à posição A1, enquanto as demais equipes automaticamente qualificadas foram classificadas em seus respectivos potes com base no Ranking Mundial da FIFA de abril de 2021 (mostrado entre parênteses abaixo). A Síria, a equipe com a classificação mais baixa que se classificou automaticamente, juntou-se no pote 3 aos vencedores das partidas 1 de 3 de qualificação, enquanto o pote 4 continha os vencedores das partidas 3 e 7 de qualificação. A Argélia, como vencedora da Copa Africana de Nações de 2019, foi designado para a posição D1.

#### Potes do sorteio
| Fase de grupos                                             | Fase de grupos                                                                 | Fase de grupos                                                                                               | Fase de grupos |
| Pote 1                                                     | Pote 2                                                                         | Pote 3 | Pote 4 |
| ---------------------------------------------------------- | ------------------------------------------------------------------------------ | --- | --- |
| - Catar (58) - Tunísia (26) - Argélia (33) - Marrocos (34) | - Egito (46) - Arábia Saudita (65) - Iraque (68) - Emirados Árabes Unidos (73) | - Síria (79) - Vencedor da rodada preliminar - Vencedor da rodada preliminar - Vencedor da rodada preliminar | - Vencedor da rodada preliminar - Vencedor da rodada preliminar - Vencedor da rodada preliminar - Vencedor da rodada preliminar |

1. ↑  Omã foi o vencedor do confronto
2. ↑  Líbano foi o vencedor do confronto
3. ↑  Jordânia foi a vencedora do confronto
4. ↑  Bahrein foi o vencedor do confronto
5. ↑  Mauritânia foi a vencedora do confronto
6. ↑  Palestina foi a vencedora do confronto
7. ↑  Sudão foi o vencedor do confronto

## Classificação geral
|  |                                 |
|  | Campeão                         |
|  | Vice-campeão                    |
|  | Eliminados nas semifinais       |
|  | Eliminados nas quartas de final |
|  | Eliminados na fase de grupos    |